# Beverly Peele
Beverly Peele (18 de marzo de 1975) es una modelo y actriz estadounidense. Peele saltó a la fama a finales de los 80s, aparecientemente mayormente en las revistas Mademoiselle y Elle.  Ha aparecido en más de 250 portadas de revista.

## Carrera
Nacida en Los Ángeles, California, Peele empezó a modelar en 1987 e hizo su primera portada de revista, Mademoiselle, en 1989. Durante su carrera en el modelaje, ha figurado en anuncios para Ralph Lauren, Donna Karan, Gianni Versace, entre otros. También ha desfilado para Chanel y Comme des Garçons. Peele ha aparecido en las portadas de Vogue, Mademoiselle, Elle, y Cosmopolitan.
Además, Peele también apareció en el videoclip de Heavy D & the Boyz, "Nuttin' but Love," en el videoclip de Jodeci, "Freakin You", y en videoclip del artista George Michael, "Too Funky" junto a Nadja Auermann, Tyra Banks, Linda Evangelista, Estelle Hallyday, y Rossy de Palma. En 1997, comenzó a actuar y apareció en la serie Sister, Sister y Girlfriends. Peele también tuvo un papel en la película de 2002, Sweet Friggin' Daisies con Zooey Deschanel.